# Oxyopes aglossus
Oxyopes aglossus är en spindelart som beskrevs av Chamberlin 1929. Oxyopes aglossus ingår i släktet Oxyopes och familjen lospindlar. Inga underarter finns listade i Catalogue of Life.